# Stefanie Höner
Pour les articles homonymes, voir Höner.
Stefanie Höner est une actrice allemande née le 2 août 1969 à Cologne en Allemagne.

## Filmographie
- 1996-1998 : Adelheid und ihre Mörder (série télévisée) : Zweite Geige / Hanna
- 2004 : Jusqu'à ce que la vie nous sépare (TV)
- 2005 : Souvenir douloureux (TV)
- 2005-2007 : Freundschaft mit Herz (série télévisée) : Britt Schmitt
- 2005-2006 : Le Destin de Lisa (série télévisée) : Nina Pietsch
- 2006 : Zwei Engel für Amor (série télévisée) : Dr. Dr. Meike Schelling
- 2007 : Un cas pour deux (série télévisée) : Verena Severing
- 2007 : Enceinte ou presque! (TV) : Babette
- 2007 : Großstadtrevier (série télévisée) : Maren Kronauer
- 2009 : Notruf Hafenkante (série télévisée) : Anja Bachmann
- 2009 : Barfuß bis zum Hals : Sabine Steiner
- 2009 : In aller Freundschaft (série télévisée) : Andrea Wollenberg
- 2010 : Alerte Cobra (série télévisée) : Karin Tietze
- 2010 : SOKO Köln (série télévisée) : Miriam Brosi

## Théâtre